# O duchu zákonů
O duchu zákonů (francouzsky: L'esprit des lois) je traktát zabývající se politologií a teorií dělby moci, nejznámější dílo francouzského filosofa Charlese Louise Montesquieua. Poprvé vyšlo roku 1748 v Ženevě za podpory šlechtičny Claudine Guérin de Tencin. V této době byla Montesquieova díla cenzurována, a proto byl donucen vydat jej anonymně. Roku 1750 zveřejnil v Anglii první vydání Thomas Nugent, ale už v roce 1751 byla kniha připsána na seznam zakázaných knih. Jedná se o jedno z nejdůležitějších politologických děl, jejichž obsah vešel do praxe.

## Obsah díla
První vydání z roku 1748 sestávalo ze dvou knih, které obsahovaly tři tematické celky:
1. O zákonech obecně
2. O zákonech vyplývajících z povahy vlády
3. O principech trojího druhu moci

Jako základ Montesquieovi posloužilo jeho předchozí dílo Úvaha o příčinách velikosti a pádu Říma (francouzsky Considérations sur les causes de la grandeur des Romains et de leur décadence). Na rozdíl od křesťanského výkladu dějin (vůle boha) se snažil v úpadku starověkého Říma najít logické vysvětlení.
Montesquieu psal O duchu zákonů po dobu více než dvaceti let, mimo politologie pokryl i oblasti sociologie, antropologie, historie a formy práva a uváděl četné odkazy na historii (Starověký Řím) a citace z děl jiných filosofů (Johna Locka). Obecně v díle kritizuje francouzský absolutismus a naopak obhajuje především britský konstitucionalismus, rozdělení moci na tři složky, dále pak občanskou svobodu, možnost lidu upravovat ústavu, zrušení otroctví a názor, že neexistuje univerzálně ideální forma státu a při jejím výběru se musí zohlednit historie a geografická poloha země. Ve své klasifikaci vymezil tři základní formy státu - republiku, monarchii a despocii - při jejichž vzniku má být hlavním faktorem podnebí a historie (ostatní faktory jsou podružným důsledkem vývoje).
Montesquieu detailně porovnává formy vlády v Evropě a Asii, jejich předpoklady a důsledky. Zastával například názor, že čím větší území stát má, tím menší je pravděpodobnost, že bude udržitelnou republikou.

## Dělba moci
V této knize uvádí Montesquieu svou politologickou teorii rozdělení moci ve státě na tři složky: výkonnou, zákonodárnou a soudní. K stávajícímu názoru Johna Locka na nutnost rozdělení moci do dvou složek přidal i složku třetí, soudní moc. Soudní moc musí být k zajištění své funkčnosti nezávislá a výkonná moc musí být omezena zákony, které si nemůže schvalovat sama.
- Výkonná moc má dohlížet na výběr daní, armádu, veřejně dostupné služby a dopadení zločinců.
- Zákonodárná moc má zjišťovat stav mezi lidmi a jejich vůdci ve státě a podle toho navrhovat zákony, kterými se bude společnost řídit.
- Soudní moc pak má vykládat zákony a vynášet rozsudky.

Montesquieova teorie měla v USA vliv na Otce zakladatele, ústavu Spojených států amerických a systém takzvaných „brzd a protivah“, v Evropě na vývoj po roce 1848 (francouzská ústava z roku 1791), v Rusku na Kateřinu Velikou a mnoho dalších panovníků a filosofů po celém světě.